# Гулд, Роберт Фрик
Роберт Фрик Гулд (англ. Robert Freke Gould; 10 ноября 1836 — 26 марта 1915) — британский масон и историк масонства. Один из основателей и второй по счету досточтимый мастер исследовательской ложи «Quatuor Coronati» № 2076. Автор 25 статей и еще множества заметок лондонского издания «Ars Quatuor Coronatorum» (AQC) — «Искусство Четверых коронованных».

## Биография
Родился в 1836 году в Девоншире. В 1855 году поступил на службу её величества в 86-й пехотный полк, в звании прапорщика, в том же году повышен до лейтенанта и переведен в 31-й пехотный полк, в составе которого участвовал в войне Великобритании и Франции с Цинской империей, продолжавшаяся по 1860 год. Награждён медалью. В 1868 года вышел в отставку и занялся адвокатурой.

### Путь в масонстве
Посвящён в 1855 году, в ложе «Royal Navy» № 429 (сегодня она имеет № 621). После чего последовательно аффилировался в большое количество лож. В 1857 году аффилировался в ложу «Friendship» № 345 (сегодня она имеет № 278), Гибралтар. В 1858 году в ложу «Inhabitants» № 178 (сегодня она имеет № 153), Гибралтар, был её первым досточтимым мастером после её возрождения. В 1858 году в ложу «Meridian» № 1045 (сегодня она имеет № 743), которая состояла из членов 31 пехотного полка. Был избран её досточтимым мастером в 1858 и 1859 годах. В 1859 году в ложу «St. Andrew’s-in-the-East» № 313, Пуна, Ост-Индия, под юрисдикцией Великой ложи Шотландии. В 1859 году в ложу «Orion-in-the-West» № 598 (сегодня она имеет № 415), Пуна. В 1863 году в ложу «Northern Lodge of China» № 832 (сегодня она имеет № 570), Шанхай, где был избран её досточтимым мастером в 1864 году. И в этом же году в ложу «Royal Sussex» № 735 (сегодня она имеет № 501), Шанхай. И наконец, в 1866 году в ложу «Moira» № 92, Лондон, где был её досточтимым мастером в 1874 и 1875 годах.
В 1858 году назначен первым провинциальным великим стражем Андалузии, первым великим экспертом Англии. По инициативе ОВЛА, 5 декабря 1880 года включён в состав специального комитета по расследованию в отношении мер принятых Великим востоком Франции направленных на исключение из своей конституции пунктов, связанных с верой в Великого Архитектора Вселенной.
Входил в состав совета общего назначения в 1876, 1878 и 1879 годах, в качестве избранного члена. С 1880 по 1883 годы в качестве великого мастера избирался в члены Колониального совета с 1876 по 1879 годы.

## Публикации
Внёс большой вклад в дело издания специализированной масонской литературы. Был автором ряда публикаций, начиная с 1879 года.
Им написаны и изданы:
- «Четыре старые ложи» (англ. The Four old Lodges)
- «Ложи Атолла» (англ. The Atholl Lodges)
- «Краткая история масонства» (англ. The History of Freemasonry)[4]

Он является автором 25 статей и множества заметок для «Ars Quatuor Coronatorum» (AQC).